# Tordeuse orientale du pêcher
Grapholita molesta
Espèce
La Tordeuse orientale du pêcher, Grapholita molesta, est une espèce d'insectes de l'ordre des lépidoptères de la famille des Tortricidae.
Cet insecte est par ses chenilles un ravageur des arbres fruitiers, principalement le pêcher, mais aussi le poirier, le pommier, le cognassier, l'abricotier et le prunier.

## Distribution
Originaire de Chine, Grapholita molesta se trouve désormais dans une grande partie monde : Europe, Amérique du Nord, Australie.

## Description
L'adulte est un papillon de 10 à 16 mm d'envergure, aux ailes antérieures brun-noir rayées de blanc, les ailes postérieures étant d'un gris foncé uni. Les pattes et le ventre sont argentés.
La chenille, de couleur rose avec une tête marron, mesure 14 mm de long.

## Biologie
Cette espèce est multivoltine et produit quatre générations par an, de mars à octobre, la chenille de dernière génération étant la forme hivernale.
Les chenilles vivent sur les arbres fruitiers, pénétrant après leur éclosion dans les bourgeons terminaux des tiges qu'elles détruisent, puis pour les dernières générations dans les fruits, provoquant ainsi des dégâts importants.

## Synonyme
- Cydia molesta